# Ромсон, Оса
Оса Элизабет Ромсон (швед. Åsa Elisabeth Romson; род. 22 марта 1972 года) ― шведский политик. Министр по вопросам окружающей среды и вице-премьер в правительстве Швеции с 2014 по 2016 год от Партии зелёных.
В конце 1990-х годов Оса Ромсон стала членом Партии зелёных, а также принимала участие в деятельности молодёжного крыла партии. С 2002 по 2010 год она была членом Городского совета Стокгольма. По результатам парламентских выборов 2010 года Ромсон была избрана в Риксдаг, где она занималась продвижением экологической повестки.
29 марта 2011 года она была выдвинута в качестве одного из кандидатов на пост нового докладчика Партии зелёных вместе с Густавом Фридолином. Оба они были избраны 21 мая 2011 года.
В 2012 году Ромсон защитила докторскую диссертацию в области экологического права в Стокгольмском университете.
В 2014 году Ромсон заняла пост министра по вопросам окружающей среды и также стала вице-премьер-министром в кабинете Лёвена. В мае 2016 года она объявила о своём намерении уйти в отставку из правительства после решения Партии зелёных не выдвигать её кандидатуру на лидирующие посты в партии на ещё один срок.
В октябре 2014 года Ромсон использовала запрещённую краску, которая была нанесена на дно её судна, в котором она проживает. Сама политик утверждала, что не знала о том, что эта краска была токсичной.